# Wdv-Gruppe
Die wdv-Gruppe ist ein 1948 gegründetes deutsches Verlagsunternehmen für Content Marketing mit Sitz in Bad Homburg vor der Höhe.

## Unternehmensgeschichte

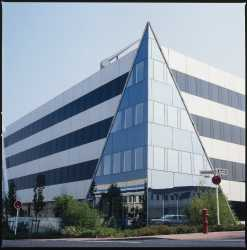
Prismahaus in Bad Homburg, Hauptsitz der wdv-Gruppe

Die Verleger Oskar Kuhn, Richard Kirsten und Edgar von Seekamm gründeten 1948 die Wirtschaftsdienst und Adressbuch GmbH, welche zum Ausgangspunkt der heutigen wdv-Gruppe wurde. Die Titel der ersten Publikationen waren Neues Beginnen und Wegweiser für Heimatvertriebene. In den 1970er Jahren übernahmen Dieter und Fritz Kuhn, die Söhne von Oskar Kuhn, die Geschäftsführung. In den 1990er Jahren trat mit Thomas Kuhn, Sohn von Fritz Kuhn, die dritte Verlegergeneration in die Unternehmensführung ein. Von 2002 bis 2015 leiteten Thomas Kuhn und Klaus Tonello gemeinsam als Geschäftsführer das Unternehmen. Von 2016 bis 2021 leitete Thomas Kuhn gemeinsam mit Michael Kaschel und Hermann Steinbrecher das Unternehmen. Seit Mitte 2021 sind Thomas Kuhn Geschäftsführender Gesellschafter, Michael Kaschel und Hermann Steinbrecher Geschäftsführer der wdv-Gruppe.
Im Herbst 2019 verlor der wdv den langjährigen Content-Auftrag der AOK, nur noch der Druckauftrag verblieb. Dies führte im Januar 2020 zur Anmeldung der Insolvenz in Eigenverwaltung (Aktenzeichen 61 IN 7/20 AG Bad Homburg). Das Unternehmen nahm 2020 eine Neustrukturierung vor. 

## Kunden, Zeitschriften und Online-Angebote

### Rentenversicherung
Ab 1954 produzierte die wdv-Gruppe für die Landesversicherungsanstalten Westfalen und Rheinprovinz die Zeitschrift Gesichertes Leben. Das Heft erschien sechsmal jährlich, um die Versicherten über die weitreichenden Reformen der 1950er Jahre in der Sozialversicherung aufzuklären. Auch diente es den Rentenversicherungsträgern zur Imagepflege.
Eine Organisationsreform führte 2005 die Landesversicherungsanstalten, die Bundesversicherungsanstalt für Angestellte sowie die Rentenabteilungen der Bundesknappschaft, der Bahnversicherungsanstalt und der Seekasse unter dem Dach der Deutschen Rentenversicherung zusammen. Bis 2017 produzierte die wdv-Gruppe für die Deutsche Rentenversicherung das viermal jährlich erscheinende Magazin zukunft jetzt.
Seit 2002 produziert die wdv-Gruppe auch das Altersvorsorgeportal www.ihre-vorsorge.de für die deutschen Rentenversicherungsträger. Im Jahr 2005 gewann die Website die Bronzemedaille beim BIENE-Wettbewerb in der Kategorie „Gesundheit und Wellness“. Der Preis wird von der „Aktion Mensch“ und der Stiftung Digitale Chancen für die besten deutschsprachigen barrierefreien Webseiten verliehen. Ebenfalls 2005 wurde die Webseite mit dem Sonderpreis „Barrierefreiheit beim DMMA – Deutscher Multimedia Award“ ausgezeichnet.

### Krankenversicherung
Für die AOK brachte das Unternehmen 1960 mit Bleibgesund das erste AOK-Versichertenmagazin heraus. Im Laufe des Jahrzehnts kamen weitere regionale Landes-AOKs hinzu. Die Auflage des Kundenmagazins lag 2010 bei rund 15 Mio. Exemplare.
Während der Internationalen Funkausstellung 1977 stellte die Deutsche Bundespost in Berlin erstmals Bildschirmtext (BTX) der Öffentlichkeit vor. Für die AOK gestaltete und pflegte die wdv-Gruppe die Seiten eines BTX-Programms, über das Versicherte der AOK Informationen abrufen konnten. Hierfür wurde die wdv-Gruppe in den 1980er Jahren mit dem „Goldenen Beterix“ ausgezeichnet.
Nach der Wiedervereinigung stieg die Auflagenzahlen des Kundenmagazins Bleibgesund vorübergehend auf 20 Mio. Exemplare an. Seit den 1990er Jahren entwickelt die wdv-Gruppe zusätzlich zu den Printmedien digitale Kommunikationskonzepte. So entstanden inhaltlich mit den Magazinen vernetzte Internetplattformen wie die www.aok.de und diverse Jugendplattformen. Die Webseite www.aok.de wurde in den Jahren 2008 und 2009 als „Website des Jahres“ mit den besten Internetangeboten in den Kategorien „Körper und Seele“ sowie „Gesundheit und Wellness“ ausgezeichnet. 2009 belegte die Webseite bei der Wahl zum „Online Star“ den zweiten Platz in der Kategorie „Gesundheit und Wellness“.
Das AOK-Kundenmagazin Bleibgesund wurde von der wdv-Gruppe zu einem crossmedialen Mediensystem ausgebaut und weiterentwickelt. Es besteht aus personalisierten Magazinen und individualisierbaren Internetangeboten für jede Lebensphase (Kinder, Jugendliche, Studenten, Berufseinsteiger, Rentner). 2001 und 2002 gewannen die Kundenmagazine des AOK-Mediensystems den ersten Platz beim „acquisa-Award Corporate Publishing“. Von 2003 bis 2010 wurden Magazine des AOK-Mediensystems mehrfach mit Silber und Goldpreisen des BCP-Awards ausgezeichnet.

### Andere Kundensegmente
Seit 1985 erscheint im wdv das Reisemagazin abenteuer und reisen. Es ist der einzige Publikumstitel, den das Unternehmen herausgibt. Am 16. Dezember 1997 ging abenteuer und reisen unter der Webadresse www.abenteuer-reisen.de online.
Das Portfolio der wdv-Gruppe erstreckt sich u. a. auf Branchen wie Automobil, Finanzen, Gesundheit, Hygieneprodukte, Berufsbekleidung, Touristik, Pharma, u. v. m.

Zeitschriften der wdv-Gruppe
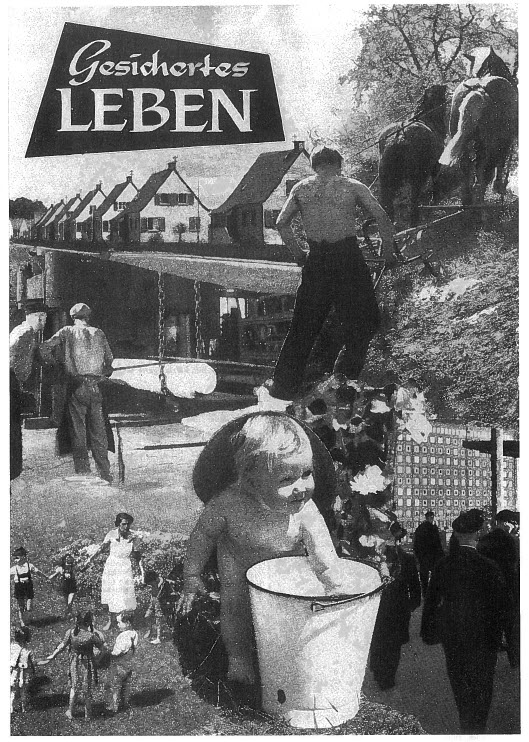
LVA-Zeitschrift Gesichertes Leben, 1. Jg. (1954)
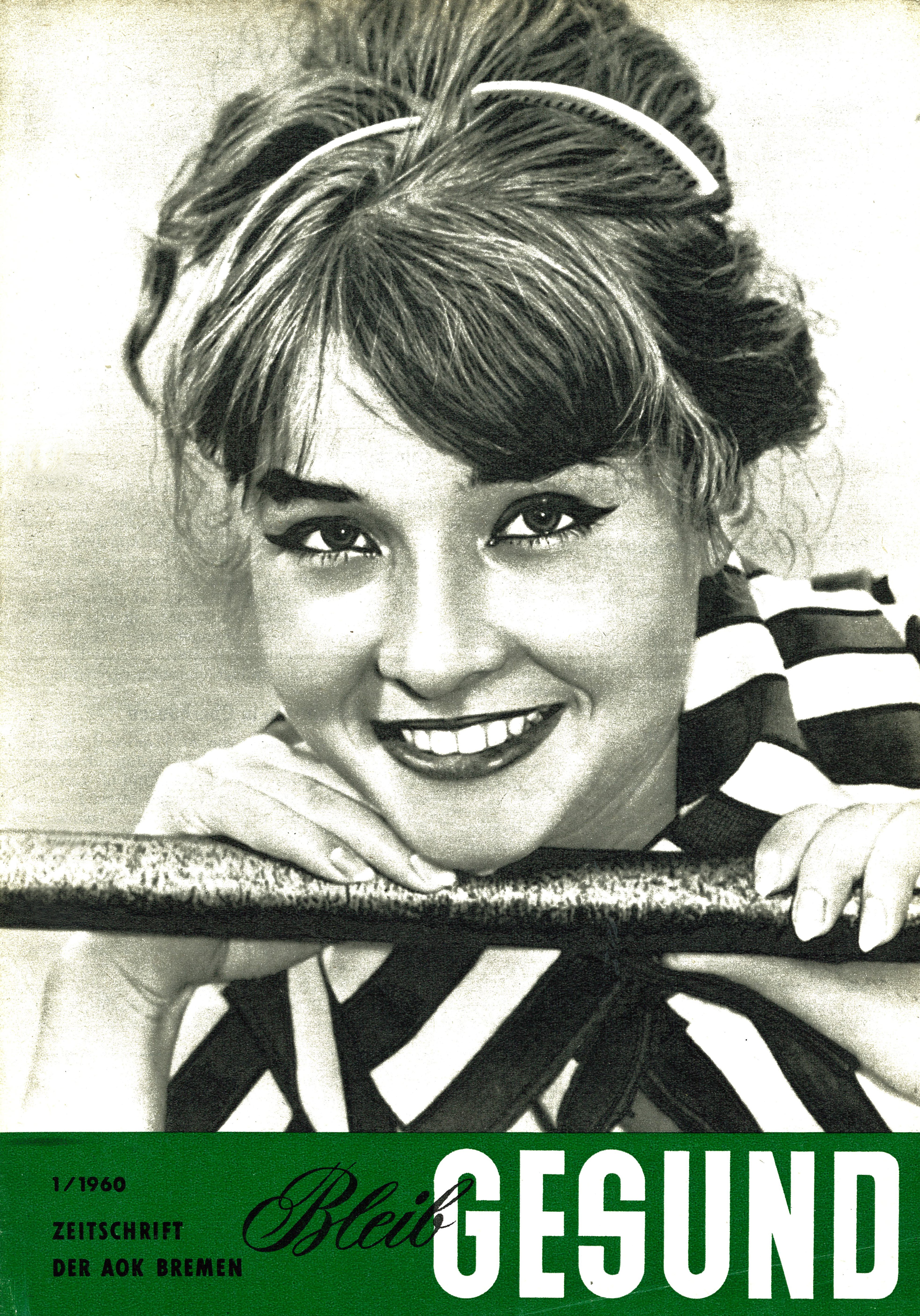
AOK-Zeitschrift Bleibgesund, 1. Jg. (1960)